# أقطروس عرعري
الأقطروس العرعري أو الصفراوي العرعري أو صافر بلتيمور (الاسم العلمي: Icterus galbula) (بالإنجليزية: Baltimore Oriole)‏ هو نوع من الطيور يتبع جنس الأقطروس من الفصيلة الأقطروسية.